# Società Generale Semiconduttori
Società Generale Semiconduttori - SGS S.p.A. era un'azienda italiana che operava nel settore della progettazione e costruzione di circuiti integrati in particolare diodi e transistor per la produzione di calcolatori e apparecchi per telecomunicazioni.

## Storia
Nel 1957 Mario Tchou, uno dei progettisti di punta della Olivetti, convinse Adriano Olivetti della necessità di creare in Italia un’azienda per la produzione di componenti elettronici allo stato solido (transistor, diodi). Olivetti inviò il figlio Roberto e lo stesso Mario Tchou a negoziare con Virgilio Floriani, proprietario della Telettra, la creazione di una società in comproprietà (joint venture). Nello stesso anno Olivetti e Telettra fondarono la Società Generale Semiconduttori (SGS).
L'impulso alla creazione della società nacque dallo sviluppo dei mainframe Elea che richiedevano la presenza di molti transistor e diodi di qualità. La sede venne stabilita ad Agrate Brianza.
Nel 1960 l'azienda statunitense Fairchild Semiconductor acquisì una quota del capitale sociale della società.
Nel 1968 la Fairchild decise di uscire dalla partnership e Olivetti vendette la società al gruppo pubblico IRI-STET. Il 29 dicembre 1971 la SGS si fuse con ATES, anch'essa di proprietà pubblica e operante nell'elettronica, dando vita il 29 dicembre 1972 a SGS-ATES Componenti elettronici.
Nel 1985 la società assunse il nome di SGS Microelettronica, la quale nel giugno del 1987 diede vita, insieme alla  Thomson Semiconducteurs (divisione elettronica non militare della francese Thomson), a SGS-Thomson Microelectronics e la sede dall'Italia si trasferisce a Saint-Genis-Pouilly.. SGS-Thomson era considerata 14° tra i 20 maggiori fornitori di semiconduttori: le vendite arrivavano a 850 milioni di dollari.
Nel 1989 nell'azionariato di SGS-Thomson subentra Finmeccanica a STET, nell'ambito di un processo di riorganizzazione dell'IRI. 
L'8 dicembre 1994 la società si quota al CAC 40 ed al NYSE. 
Nel maggio 1998, Thomson vende le sue quote e SGS-Thomson diventa STMicroelectronics; nel dicembre dello stesso anno la società viene quotata a Piazza Affari.

## Prodotti

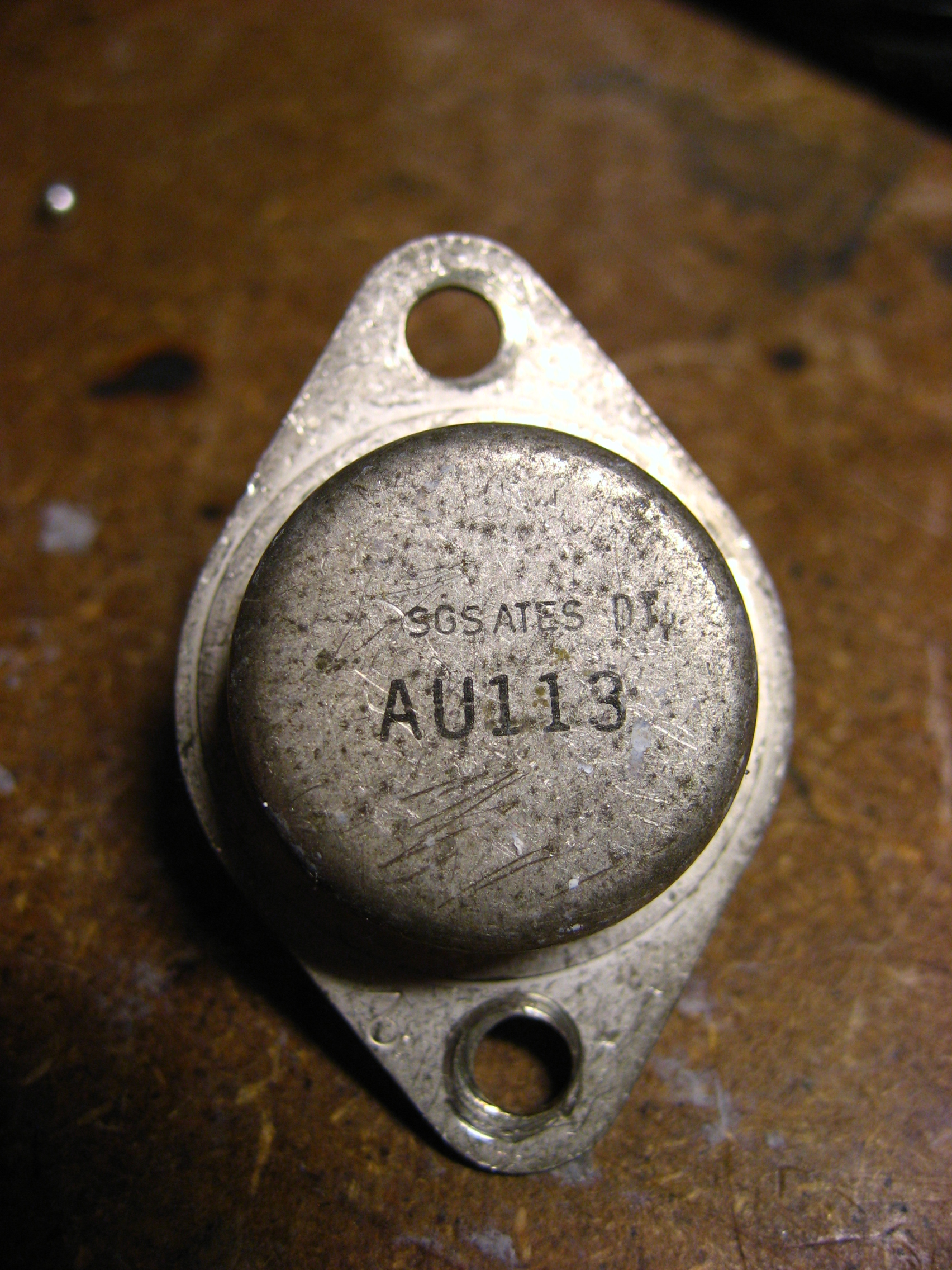
Transistor al germanio AU113
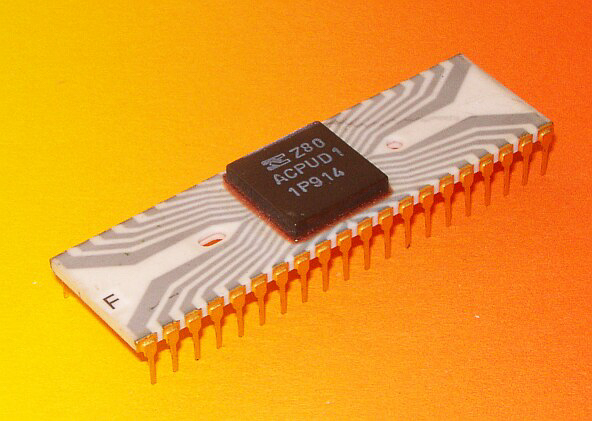
SGS Ates Z80A, clone dello Zilog Z80
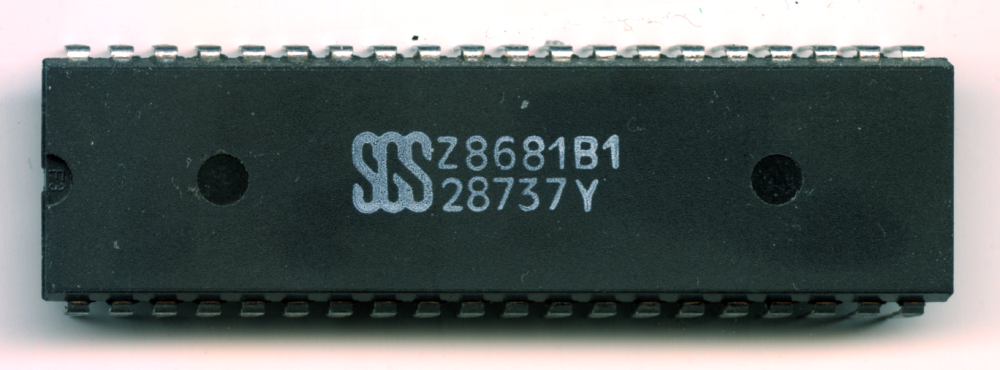
SGS Z8681B1, clone dello Zilog Z8